# Aedophron
Aedophron is een geslacht van vlinders van de familie Uilen (Noctuidae), uit de onderfamilie Heliothinae.

## Soorten
- A. monotonia Amsel, 1935
- A. phlebophora Lederer, 1858
- A. rhodites (Eversmann, 1851)
- A. venosa Christoph, 1887